# Małmyż
Małmyż – miasto w Rosji, w obwodzie kirowskim. W 2010 roku liczyło 8265 mieszkańców.